# Gary Cooper, que estás en los cielos
Gary Cooper, que estás en los cielos es una película dramática española de 1980 dirigida por Pilar Miró con evidentes tintes autobiográficos.

## Argumento
Andrea Soriano (Mercedes Sampietro) es una mujer treinteañera que ha obtenido un gran éxito en el terreno profesional. Es una prestigiosa realizadora de televisión, aunque a nivel personal siente que su vida ha sido un fracaso. Por un problema grave de salud tiene que ser operada de urgencia y en esos momentos de angustia, reflexiona sobre su vida y su relación con su entorno, y no puede evitar recordar al gran amor platónico de su juventud: Gary Cooper.

## Reparto
- Mercedes Sampietro - Andrea Soriano
- Jon Finch - Mario
- Carmen Maura - Begoña
- Victor Valverde - Diego
- Alicia Hermida - María
- Isabel Mestres - Marisa
- José Manuel Cervino - Julio
- Mary Carrillo - la madre
- Agustín González - el actor
- Fernando Delgado - Bernardo
- Amparo Soler Leal - Carmen

## Premios
- Festival Internacional de Cine de Moscú de 1981 - Mejor interpretación femenina para Mercedes Sampietro[1]
- Fotograma de Plata al mejor intérprete de cine español (1980) - Mercedes Sampietro

## Comentarios
- Todo el argumento y la vida de la protagonista tiene muchos paralelismos con la propia vida de la directora: profesión, prestigio, personalidad, enfermedad con operaciones delicadas, cinefilia, relaciones sentimentales y familiares insatisfactorias, embarazo durante el rodaje, etc.
- La película está dedicada a la memoria del cineasta Claudio Guerín que fue pareja sentimental de Pilar Miró y había fallecido en 1973 al precipitarse desde gran altura durante el rodaje de La campana del infierno.[2]
- La película del oeste que aparece en televisión es Misión de audaces (The Horse Soldiers, 1959) de John Ford.